# 1912 dans le catholicisme
Chronologie du catholicisme
- 1908
- 1909
- 1910
- 1911
- 1912
- 1913
- 1914
- 1915
- 1916

Cet article présente les faits marquants de l'année 1912 dans le catholicisme.

## Évènements
- 20 avril : Le diocèse de Tarbes devient le diocèse de Tarbes et Lourdes.
- 7 juin : Lacrimabili statu, encyclique de Pie X sur les Indiens d'Amérique du Sud.
- 14 au 17 juin : Charles Péguy fait à pied un pèlerinage de Paris à Chartres qui, par la suite, inspira les pèlerinages de Chartres.
- 12 au 15 septembre : Congrès eucharistique international à Vienne.
- 24 septembre : Singulari Quadam, encyclique de Pie X sur les syndicats.
- 2 décembre : Création d'un cardinal par Pie X

## Naissances
Janvier
- 3 janvier : Bienheureux Florian Stepniak, prêtre capucin et martyr polonais du nazisme († 12 août 1942)
- 7 janvier : Jean Valbert, prêtre, officier, journaliste, aumônier scout, résistant et écrivain français († 30 septembre 1994)
- 18 janvier : Charles Moeller, prêtre, théologien et écrivain belge († 3 avril 1986)
- 24 janvier : Maurice Feder, prêtre, enseignant et chef d'établissement français († 7 juin 2000)
- 26 janvier : François-Xavier Durrwell, prêtre rédemptoriste et théologien français († 15 octobre 2005)

Février
- 4 février : Louis-Albert Vachon, cardinal canadien, archevêque de Québec († 29 septembre 2006)
- 11 février : Juan Carlos Aramburu, cardinal américain, archevêque de Buenos Aires († 18 novembre 2004)
- 24 février : Giovanni Ferrofino, prélat italien, diplomate du Saint-Siège et archevêque titulaire de Zenopolis-en-Isaurie (de) († 21 décembre 2010)
- 27 février : Michel Chartier, prêtre et journaliste français, figure du catholicisme social († 11 juillet 2006)
- 29 février : Francis L. Sampson, prêtre et aumônier militaire américain († 28 janvier 1996)

Mars
- 1er mars : Gerald Emmett Carter, cardinal canadien, archevêque de Toronto († 6 avril 2003)
- 10 mars : Bruno Wüstenberg, prélat allemand, diplomate du Saint-Siège et archevêque titulaire de Tyr († 31 mai 1984)
- 21 mars : Guillaume de Bertier de Sauvigny, prêtre eudiste et historien français († 7 octobre 2004)

Avril
- 1er avril : Joseph Parecattil, cardinal indien, archevêque majeur syro-malabar d'Ernakulam († 20 février 1987)
- 5 avril : François Bigo, prêtre et résistant français, compagnon de la Libération († 2 octobre 1944)
- 12 avril : 
  - Jean Kobs, prêtre et poète belge († 29 août 1981)
  - Joseph Wittebols, prélat et missionnaire belge, évêque de Wamba, assassiné († 26 novembre 1964)

Mai
- 12 mai : Pietro Palazzini, cardinal italien de la Curie, Juste parmi les nations, précédemment archevêque titulaire de Césarée-en-Cappadoce (de) († 11 octobre 2000)
- 18 mai : Eliodoro Farronato, prêtre et missionnaire italien en Birmanie, assassiné († 11 décembre 1955)
- 20 mai : 
  - Jean Pihan, prêtre, journaliste, auteur et éducateur français († 2 août 1996)
  - François Vandenbroucke, prêtre bénédictin et théologien belge († 18 août 1971)
- 27 mai : Gérard de Milleville, prélat et missionnaire français en Guinée puis au Brésil, premier archevêque de Conakry († 12 janvier 2007)

Juin
- 3 juin : Stanislas Breton, prêtre, théologien et philosophe français († 2 avril 2005)
- 5 juin : Alexandru Todea, cardinal roumain, archevêque de Făgăraş et Alba Iulia des Roumains († 22 mai 2002)
- 13 juin : Avelar Brandão Vilela, cardinal brésilien, archevêque de São Salvador da Bahia († 19 décembre 1986)

Juillet
- 2 juillet : 
  - Pierre Carpentier, prêtre et résistant décapité († 30 juin 1943)
  - Alain Maucorps, prêtre jésuite, enseignant et éducateur français († 13 décembre 1990)
- 3 juillet : Enrico Videsott, prêtre et serviteur de Dieu italien († 9 décembre 1999)
- 4 juillet : Joseph Kerebel, prêtre et résistant français mort en déportation († 19 juin 1945)
- 12 juillet : 
  - Peter Leo Gerety, prélat américain, archevêque de Newark († 20 septembre 2016)
  - Laurean Rugambwa, premier cardinal tanzanien, archevêque de Dar es Salam († 8 décembre 1997)
- 18 juillet : Paul Démann, prêtre hongrois venu du judaïsme, artisan du dialogue judéo-chrétien († 7 août 2005)
- 24 juillet : Jacques Ménager, prélat français, archevêque de Reims († 13 mars 1998)
- 25 juillet : John Gordon, prélat irlandais, diplomate du Saint-Siège et archevêque titulaire de Nicopolis ad Nestum (de) († 30 janvier 1981)

Août
- 5 août : Henri Grouès dit Abbé Pierre, prêtre capucin, résistant, homme politique français et fondateur du mouvement Emmaüs, accusé d'abus sexuels († 22 janvier 2007)
- 13 août : Pierre Angers, prêtre jésuite et enseignant québécois († 26 décembre 2005)

Septembre
- 3 septembre : Balthasar Fischer, prêtre et enseignant allemand († 27 juin 2001)
- 8 septembre : Marie-Dominique Philippe, prêtre dominicain français, fondateur de la Communauté Saint-Jean, accusé d'abus sexuels († 26 août 2006)

Octobre
- 11 octobre : Henri Donze, prélat français, évêque de Tarbes et Lourdes († 25 juin 2002)
- 14 octobre : Joseph Muzquiz, prêtre et serviteur de Dieu espagnol († 21 juin 1983)
- 17 octobre : 
  - Albino Luciani, futur pape Jean-Paul Ier († 28 septembre 1978)
  - Bienheureux Oleska Zaryckyj, prêtre gréco-catholique ukrainien, martyr du communisme († 30 octobre 1963)
- 18 octobre : Aurelio Sabattani, cardinal italien de la Curie, précédemment archevêque titulaire de Justiniana Prima (de) († 19 avril 2003)
- 25 octobre : Luigi Raimondi, cardinal italien de la Curie, précédemment archevêque titulaire de Tarse († 24 juin 1975)

Novembre
- 9 novembre : Yves Raguin, prêtre jésuite, sinologue et missionnaire français en Chine († 9 décembre 1998)
- 10 novembre : Bernhard Häring, prêtre rédemptoriste et théologien allemand († 3 juillet 1998)
- 12 novembre : 
  - Bernardino Echeverría Ruiz, cardinal équatorien, archevêque de Guayaquil († 6 avril 2000)
  - Marsel Klerg, prêtre français, écrivain de langue bretonne († 28 juillet 1984)
- 15 novembre : Jean Feutren, prêtre, auteur et historien local français († 1er mai 1990)
- 18 novembre : André Pailler, prélat français, archevêque de Rouen († 16 août 1994)

Décembre
- 5 décembre : Gérard Dion, prêtre et enseignant canadien († 6 novembre 1990)
- 22 décembre : Nicolas Huyghebaert, prêtre bénédictin et historien belge († 20 novembre 1982)
- 26 décembre : Antoine Charmet, prêtre français, victime du nazisme († 2 avril 1945)

Date précise inconnue
- Benoît Gassongo, prélat congolais, évêque auxiliaire de Fort-Rousset et évêque titulaire de Cubda (de) († 17 avril 1981)

## Décès
- 16 janvier : Louis-André Navarre, prélat et missionnaire français, vicaire apostolique de Nouvelle-Guinée et archevêque titulaire de Cyrrhus (de) (° 3 février 1836)
- 29 janvier : Bienheureux Bronislas Markiewicz, prêtre polonais, fondateur de la Congrégation de Saint Michel Archange et des Sœurs de Saint Michel Archange (° 13 juillet 1842)
- 9 février : Hyacinthe Loyson, prêtre et prédicateur français excommunié (° 10 mars 1827)
- 15 avril : Thomas Byles, prêtre catholique anglais, disparu avec le Titanic (° 26 février 1870)
- 23 avril : Friedrich Philipp von Abert, prélat allemand, archevêque de Bamberg (° 1er mai 1852)
- 3 mai : Sainte Marie-Léonie Paradis, religieuse et fondatrice canadienne (° 12 mai 1840)
- 7 mai : Ernest Danicourt, prêtre, historien et archéologue français (° 17 août 1846)
- 20 mai : Saint Arcangèle Tadini, prêtre italien, fondateur des Sœurs ouvrières de la Sainte Maison de Nazareth (° 12 octobre 1846)
- 27 mai : Rogatien-Joseph Martin, prélat et missionnaire français, vicaire apostolique de Taiohae et évêque titulaire de Verinopolis (de) (° 15 mars 1849)
- 2 juin : Marie-Prosper de Bonfils, prélat français, évêque du Mans (° 5 avril 1841)
- 27 juillet : Bienheureuse Marie de la Passion Tarallo, religieuse italienne (° 23 septembre 1866)
- 28 juillet : François-Xavier Bossé, prêtre canadien, premier préfet apostolique du Golfe Saint-Laurent (° 6 septembre 1838)
- 30 juillet : Anton Hubert Fischer, cardinal allemand, archevêque de Cologne (° 30 mai 1840)
- 15 août : Bienheureux Pio Alberto del Corona, prélat dominicain italien, évêque de San Miniato, fondateur des Dominicaines du Saint Esprit de Florence (° 5 juillet 1837)
- 20 août : József Samassa, cardinal hongrois, archevêque d'Eger (° 30 septembre 1828)
- 11 septembre : Pierre-Hector Coullié, cardinal français, archevêque de Lyon (° 14 mars 1829)
- 16 septembre : Ronald MacDonald, prélat canadien, évêque de Harbour Grace puis archevêque titulaire de Gortyne (de) (° 2 juin 1835)
- 2 octobre : Bienheureux Jan Beyzym, prêtre jésuite et missionnaire polonais à Madagascar (° 15 mai 1850)
- 27 octobre : Xavier de Fourvière, prêtre prémontré français, défenseur de la langue d'oc (° 5 février 1853)
- 30 octobre : Magloire-Désiré Barthet, prélat et missionnaire français, vicaire apostolique de Sénégambie et évêque titulaire d'Abdera (° 26 janvier 1837)
- 14 novembre : Alfonso Capecelatro di Castelpagano, cardinal italien de la Curie, archevêque de Capoue (° 5 février 1824)
- Date précise inconnue : Paul Guillaume Farges, prêtre, botaniste et missionnaire français en Chine (° 9 février 1844)